# Naissance en 976
Naissance
- 972
- 973
- 974
- 975
- 976
- 977
- 978
- 979
- 980

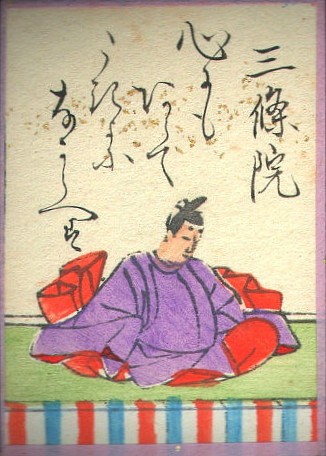
Sanjō née en 976.

Cette page dresse une liste de personnalités nées au cours de l'année 976  :
- 5 février : Sanjō, soixante-septième empereur du Japon.

- Muhammad III, calife omeyyade de Cordoue.
- Sasaki Nariyori, ancêtre du clan Sasaki auquel il donne le nom de son han situé dans la province d'Ōmi.

## Crédit d'auteurs
- Cet article est partiellement ou en totalité issu de l'article intitulé « 976 » (voir la liste des auteurs).